# Salmiakki
Salmiakki je druh bonbonu populárního ve Finsku a dalších severských zemích. Salmiakki mají obvykle podobu malých černých kosočtverců, obsahují lékořicový výtažek, chlorid amonný (triviálně salmiak), cukr, arabskou gumu a aktivní uhlí jako barvivo. Spojení nasládlé lékořice s palčivě slanou chutí salmiaku je velmi specifické a jen málokterý cizinec si tuto kombinaci oblíbí. Cukrovince se přisuzují léčivé účinky při nachlazení. 
Příchuť salmiakki se využívá i v dalších potravinářských výrobcích, jako jsou gumové bonbony Pantteri, salmiaková vodka Koskenkorva nebo švédská značka nanuku Nogger Black.  